# Distrito Escolar Independiente de Canutillo

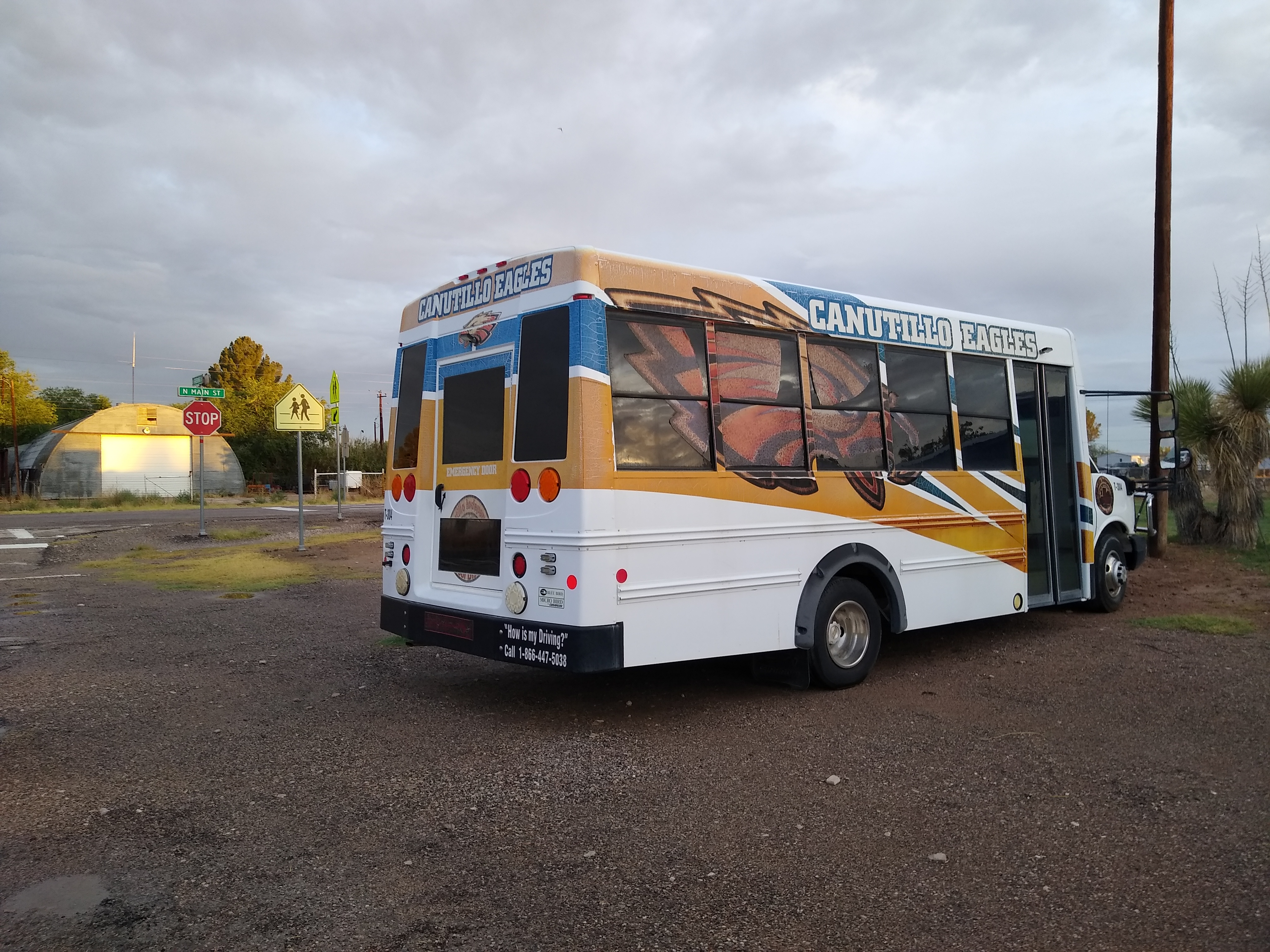
Un autobús de transporte escolar del Distrito Escolar Independiente de Canutillo en Dell City

El Distrito Escolar Independiente de Canutillo (Canutillo Independent School District, CISD) es un distrito escolar del Condado de El Paso, Texas. Tiene su sede en El Paso, y sirve partes de El Paso, Canutillo, Vinton, Westway, y Prado Verde. A partir de 2012 el actual superintendente es Damon Murphy Ed.D. A partir de 2015 tiene 6.042 estudiantes y gestiona nueve escuelas.
El distrito abrió en el 18 de abril de 1959.

## Escuelas
Escuelas preparatorias:
- Escuela Preparatoria Canutillo (El Paso)
- Northwest Early College High School (El Paso)

Escuelas medias:
- Escuela Secundaria Jose J. Alderete (Canutillo)
- Escuela Seundaria Canutilo (Canutillo)

Escuelas primarias:
- Escuela Primaria Bill Childress (Vinton)
- Escuela Primaria Canutillo (Canutillo)
- Escuela Primaria Jose H. Damian (El Paso)
- Escuela Primaria Deanna Davenport (Canutillo)
- Escuela Primaria Gonzalo & Sofia Garcia (El Paso)
- Escuela Primaria Congressman Silvestre & Carolina Reyes (El Paso)